# Turn- und Sportgemeinschaft 1899 Hoffenheim 2020-2021
Questa voce raccoglie le informazioni riguardanti il Turn- und Sportgemeinschaft 1899 Hoffenheim nelle competizioni ufficiali della stagione 2020-2021.

## Stagione
Nella stagione 2020-2021 l'Hoffenheim, allenato da Sebastian Hoeneß, concluse il campionato di Bundesliga all'11º posto. In Coppa di Germania l'Hoffenheim fu eliminato al secondo turno dal Greuther Fürth. In Europa League l'Hoffenheim fu eliminato al sedicesimi di finale dal Molde.

## Rosa
| N. |                                 | Ruolo | Calciatore            |
| -- | ------------------------------- | ----- | --------------------- |
| 1  | Germania (bandiera)             | P     | Oliver Baumann        |
| 2  | Paesi Bassi (bandiera)          | D     | Joshua Brenet         |
| 3  | Rep. Ceca (bandiera)            | D     | Pavel Kadeřábek       |
| 4  | Bosnia ed Erzegovina (bandiera) | D     | Ermin Bičakčić        |
| 5  | Grecia (bandiera)               | D     | Kōstas Stafylidīs     |
| 6  | Norvegia (bandiera)             | C     | Håvard Nordtveit      |
| 8  | Germania (bandiera)             | C     | Dennis Geiger         |
| 9  | Togo (bandiera)                 | A     | Ihlas Bebou           |
| 10 | Israele (bandiera)              | A     | Moanes Dabour         |
| 11 | Austria (bandiera)              | C     | Florian Grillitsch    |
| 12 | Germania (bandiera)             | P     | Philipp Pentke        |
| 14 | Austria (bandiera)              | C     | Christoph Baumgartner |
| 15 | Ghana (bandiera)                | D     | Kasim Nuhu            |
| 16 | Germania (bandiera)             | C     | Sebastian Rudy        |
| 17 | Inghilterra (bandiera)          | A     | Ryan Sessegnon        |
| 18 | Mali (bandiera)                 | C     | Diadié Samassékou     |
| 19 | Algeria (bandiera)              | A     | Ishak Belfodil        |
| 20 | Serbia (bandiera)               | C     | Mijat Gaćinović       |

| N. |                        | Ruolo | Calciatore       |
| -- | ---------------------- | ----- | ---------------- |
| 21 | Germania (bandiera)    | D     | Benjamin Hübner  |
| 22 | Germania (bandiera)    | D     | Kevin Vogt       |
| 23 | Armenia (bandiera)     | A     | Sargis Adamyan   |
| 25 | Nigeria (bandiera)     | D     | Kevin Akpoguma   |
| 27 | Croazia (bandiera)     | A     | Andrej Kramarić  |
| 28 | Stati Uniti (bandiera) | D     | Chris Richards   |
| 29 | Danimarca (bandiera)   | C     | Robert Skov      |
| 30 | Germania (bandiera)    | C     | Marco John       |
| 32 | Paesi Bassi (bandiera) | D     | Melayro Bogarde  |
| 33 | Francia (bandiera)     | A     | Georginio Rutter |
| 34 | Austria (bandiera)     | D     | Gabriel Haider   |
| 35 | Germania (bandiera)    | A     | Maximilian Beier |
| 36 | Germania (bandiera)    | P     | Nahuel Noll      |
| 37 | Germania (bandiera)    | P     | Luca Philipp     |
| 38 | Austria (bandiera)     | D     | Stefan Posch     |
| 41 | Germania (bandiera)    | D     | Max Geschwill    |
| 42 | Germania (bandiera)    | D     | Alfons Amade     |

## Organigramma societario
Area tecnica
- Preparatori atletici:
- Allenatore in seconda: Timo Gross, Kai Herdling, Matthias Kaltenbach, David Krecidlo
- Preparatore dei portieri: Michael Rechner
- Analisi video: Yannic Hess, Philipp Lussi, Niklas Mayer, Timo Gross
- Allenatore: Sebastian Hoeneß

## Calciomercato

### Sessione estiva
| Acquisti | Acquisti        | Acquisti              | Acquisti |
| R.       | Nome            | da                    | Modalità |
| -------- | --------------- | --------------------- | -------- |
| A        | Ryan Sessegnon  | Tottenham             |          |
| C        | Mijat Gaćinović | Eintracht Francoforte |          |
| D        | Kevin Vogt      | Werder Brema          |          |
| A        | João Klauss     | LASK                  |          |
| D        | Kasim Nuhu      | Fortuna Düsseldorf    |          |
| D        | Joshua Brenet   | Vitesse               |          |
| A        | Felipe Pires    | Rijeka                |          |

| Cessioni | Cessioni       | Cessioni              | Cessioni |
| R.       | Nome           | a                     | Modalità |
| -------- | -------------- | --------------------- | -------- |
| C        | Ilay Elmkies   | ADO Den Haag          |          |
| A        | Felipe Pires   | Moreirense            |          |
| D        | Lucas Ribeiro  | Internacional         |          |
| C        | Steven Zuber   | Eintracht Francoforte |          |
| A        | Chinedu Ekene  | Hoffenheim II         |          |
| C        | Sebastian Rudy | Schalke 04            |          |

### Sessione invernale
| Acquisti | Acquisti         | Acquisti      | Acquisti |
| R.       | Nome             | da            | Modalità |
| -------- | ---------------- | ------------- | -------- |
| C        | Bruno Nazário    | Botafogo      |          |
| D        | Chris Richards   | Bayern Monaco |          |
| A        | Georginio Rutter | Rennes        |          |

| Cessioni | Cessioni           | Cessioni       | Cessioni |
| R.       | Nome               | a              | Modalità |
| -------- | ------------------ | -------------- | -------- |
| C        | Bruno Nazário      | América-MG     |          |
| A        | Jacob Bruun Larsen | Anderlecht     |          |
| A        | João Klauss        | Standard Liegi |          |

## Risultati

### Bundesliga

#### Girone di andata
| Arbitro: | Siebert |

|                           |           |                              |
| Andersson 22’ Drexler 86’ | Marcatori | 3’, 45’ (rig.), 90’ Kramarić |

| Arbitro: | Brand |

|                                                  |           |             |
| Bičakčić 16’ Dabour 24’ Kramarić 77’, 90’ (rig.) | Marcatori | 36’ Kimmich |

| Arbitro: | Gräfe |

|                     |           |              |
| Kamada 54’ Dost 71’ | Marcatori | 18’ Kramarić |

| Arbitro: | Stegemann |

|  |           |          |
|  | Marcatori | 76’ Reus |

| Arbitro: | Schlager |

|              |           |            |
| Eggestein 5’ | Marcatori | 22’ Geiger |

| Arbitro: | Hartmann |

|            |           |                                              |
| Dabour 80’ | Marcatori | 60’ (rig.) Kruse 85’ Pohjanpalo 90’ Teuchert |

| Arbitro: | Jablonski |

|                         |           |             |
| Steffen 5’ Weghorst 26’ | Marcatori | 87’ Adamyan |

| Arbitro: | Siebert |

|                                                   |           |                                   |
| Baumgartner 16’ Sessegnon 48’ Kramarić 71’ (rig.) | Marcatori | 18’ González 27’ Mvumpa 90’ Kempf |

| Arbitro: | Stegemann |

|             |           |           |
| Quaison 33’ | Marcatori | 62’ Bebou |

| Arbitro: | Badstübner |

|                               |           |               |
| Grillitsch 17’, 46’ Bebou 50’ | Marcatori | 31’ Caligiuri |

| Arbitro: | Petersen |

|                                            |           |                 |
| Bailey 4’, 27’ Wirtz 55’ Alario 90’ (rig.) | Marcatori | 50’ Baumgartner |

| Arbitro: | Schlager |

|  |           |             |
|  | Marcatori | 60’ Poulsen |

| Arbitro: | Willenborg |

|                   |           |                            |
| Stindl 34’ (rig.) | Marcatori | 75’ Kramarić 86’ Sessegnon |

| Arbitro: | Hartmann |

|           |           |                                                |
| Bebou 58’ | Marcatori | 7’ Santamaría 34’ (rig.) Grifo 42’ (aut.) Nuhu |

| Arbitro: | Zwayer |

|                               |           |  |
| Hoppe 42’, 57’, 63’ Harit 79’ | Marcatori |  |

| Sinsheim 16 gennaio 2021, ore 15:30 CET 16ª giornata | Hoffenheim | 0 – 0 referto | Arminia Bielefeld | PreZero Arena (0 spett.)\| Arbitro: \| Fritz \| |
| Arbitro:                                             | Fritz      |               |                   |                                                 |

| Arbitro: | Osmers |

|  |           |                            |
|  | Marcatori | 33’ Rudy 68’, 88’ Kramarić |

#### Girone di ritorno
| Arbitro: | Jablonski |

|                                                |           |  |
| Kramarić 7’ (rig.), 75’ (rig.) Baumgartner 28’ | Marcatori |  |

| Arbitro: | Cortus |

|                                                   |           |              |
| Boateng 32’ Müller 43’ Lewandowski 57’ Gnabry 63’ | Marcatori | 44’ Kramarić |

| Arbitro: | Siebert |

|           |           |                                  |
| Bebou 47’ | Marcatori | 15’ Kostić 62’ N'Dicka 64’ Silva |

| Arbitro: | Dankert |

|                        |           |                      |
| Sancho 24’ Haaland 81’ | Marcatori | 31’ Dabour 51’ Bebou |

| Arbitro: | Schröder |

|                                                 |           |  |
| Bebou 26’ Baumgartner 44’ Dabour 49’ Rutter 90’ | Marcatori |  |

| Arbitro: | Stieler |

|                 |           |                          |
| Kruse 9’ (rig.) | Marcatori | 29’ (aut.) Schlotterbeck |

| Arbitro: | Schmidt |

|                             |           |              |
| Baumgartner 8’ Kramarić 41’ | Marcatori | 23’ Weghorst |

| Arbitro: | Dingert |

|                               |           |  |
| Nuhu 15’ (aut.) Kalajdžić 64’ | Marcatori |  |

| Arbitro: | Fritz |

|           |           |                     |
| Bebou 39’ | Marcatori | 1’ Glatzel 41’ Kohr |

| Arbitro: | Winkmann |

|                    |           |          |
| Vargas 8’ Hahn 23’ | Marcatori | 86’ Skov |

| Sinsheim 12 aprile 2021, ore 20:30 CEST 28ª giornata | Hoffenheim | 0 – 0 referto | Bayer Leverkusen | PreZero Arena (0 spett.)\| Arbitro: \| Jöllenbeck \| |
| Arbitro:                                             | Jöllenbeck |               |                  |                                                      |

| Lipsia 16 aprile 2021, ore 20:30 CEST 29ª giornata | RB Lipsia | 0 – 0 referto | Hoffenheim | Red Bull Arena (0 spett.)\| Arbitro: \| Gräfe \| |
| Arbitro:                                           | Gräfe     |               |            |                                                  |

| Arbitro: | Siebert |

|                             |           |                     |
| Kramarić 48’, 65’ Bebou 60’ | Marcatori | 25’ Pléa 45’ Lazaro |

| Arbitro: | Gräfe |

|                  |           |              |
| Grifo 81’ (rig.) | Marcatori | 40’ Kramarić |

| Arbitro: | Winkmann |

|                                                     |           |                     |
| Kramarić 47’ Akpoguma 52’ Baumgartner 60’ Bebou 64’ | Marcatori | 12’ Uth 42’ Mustafi |

| Arbitro: | Schlager |

|                |           |             |
| Voglsammer 23’ | Marcatori | 5’ Kramarić |

| Arbitro: | Willenborg |

|                          |           |            |
| Adamyan 49’ Kramarić 90’ | Marcatori | 43’ Darida |

### Coppa di Germania
| Arbitro: | Hanslbauer |

|                                        |                      |                                                  |
| Freiberger 59’ Bickel 100’             | Marcatori            | 48’, 111’ (rig.) Kramarić                        |
| Grym Müller Freiberger Campulka Bickel | Tiri di rigore 2 – 3 | Kramarić Belfodil Gaćinović Bičakčić Baumgartner |

| Arbitro: | Storks |

|                                                                 |                      |                                                                  |
| Kramarić 13’ Akpoguma 49’                                       | Marcatori            | 21’ Ernst 46’ Meyerhöfer                                         |
| Kramarić Rudy Skov Adamyan Vogt Bogarde Akpoguma Sessegnon Nuhu | Tiri di rigore 6 – 7 | Bauer Raum Seguin Sarpei Hrgota Ernst Jaeckel Tillman Meyerhöfer |

### Europa League

#### Fase a gironi
| Arbitro: | Hernández |

|                            |           |  |
| Baumgartner 64’ Dabour 90’ | Marcatori |  |

| Arbitro: | Schärer |

|                 |           |                                                             |
| Kleindienst 90’ | Marcatori | 35’ (rig.) Belfodil 52’ Grillitsch 73’ Gaćinović 90’ Dabour |

| Arbitro: | Karasëv |

|                                                 |           |  |
| Dabour 22’, 29’ Grillitsch 59’ Adamyan 71’, 76’ | Marcatori |  |

| Arbitro: | Brisard |

|  |           |                                     |
|  | Marcatori | 77’ Baumgartner 89’ (rig.) Kramarić |

| Belgrado 3 dicembre 2020, ore 18:55 CET 5ª giornata | Stella Rossa | 0 – 0 referto | Hoffenheim | Stadio Marakana (0 spett.)\| Arbitro: \| Madden \| |
| Arbitro:                                            | Madden       |               |            |                                                    |

| Arbitro: | Papapetrou |

|                                      |           |             |
| Beier 21’, 49’ Skov 26’ Kramarić 64’ | Marcatori | 81’ Fortuna |

#### Fase ad eliminazione diretta
| Arbitro: | Frappart |

|                                       |           |                                |
| Ellingsen 41’ Andersen 70’ Fofana 74’ | Marcatori | 8’, 28’ Dabour 45’ Baumgartner |

| Arbitro: | Kulbakov |

|  |           |                   |
|  | Marcatori | 20’, 90’ Andersen |

## Statistiche

### Statistiche di squadra
| Competizione      | Punti | In casa | In casa | In casa | In casa | In casa | In casa | In trasferta | In trasferta | In trasferta | In trasferta | In trasferta | In trasferta | Totale | Totale | Totale | Totale | Totale | Totale | DR  |
| Competizione      | Punti | G       | V       | N       | P       | Gf      | Gs      | G            | V            | N            | P            | Gf           | Gs           | G      | V      | N      | P      | Gf     | Gs     | DR  |
| ----------------- | ----- | ------- | ------- | ------- | ------- | ------- | ------- | ------------ | ------------ | ------------ | ------------ | ------------ | ------------ | ------ | ------ | ------ | ------ | ------ | ------ | --- |
| Bundesliga        | 43    | 17      | 8       | 3       | 6       | 32      | 24      | 17           | 3            | 7            | 7            | 20           | 30           | 34     | 11     | 10     | 13     | 52     | 54     | -2  |
| Coppa di Germania | -     | 1       | 0       | 1       | 0       | 2       | 2       | 1            | 0            | 1            | 0            | 2            | 2            | 2      | 0      | 2      | 0      | 4      | 4      | 0   |
| Europa League     | -     | 4       | 3       | 0       | 1       | 11      | 3       | 4            | 2            | 2            | 0            | 9            | 4            | 8      | 5      | 2      | 1      | 20     | 7      | +13 |
| Totale            | 43    | 22      | 11      | 4       | 7       | 45      | 29      | 22           | 5            | 10           | 7            | 31           | 36           | 44     | 16     | 14     | 14     | 76     | 65     | +11 |

### Andamento in campionato
| Giornata  | 1 | 2 | 3 | 4 | 5 | 6  | 7  | 8  | 9  | 10 | 11 | 12 | 13 | 14 | 15 | 16 | 17 | 18 | 19 | 20 | 21 | 22 | 23 | 24 | 25 | 26 | 27 | 28 | 29 | 30 | 31 | 32 | 33 | 34 |
| --------- | - | - | - | - | - | -- | -- | -- | -- | -- | -- | -- | -- | -- | -- | -- | -- | -- | -- | -- | -- | -- | -- | -- | -- | -- | -- | -- | -- | -- | -- | -- | -- | -- |
| Luogo     | T | C | T | C | T | C  | T  | C  | T  | C  | T  | C  | T  | C  | T  | C  | T  | C  | T  | C  | T  | C  | T  | C  | T  | C  | T  | C  | T  | C  | T  | C  | T  | C  |
| Risultato | V | V | P | P | N | P  | P  | N  | N  | V  | P  | P  | V  | P  | P  | N  | V  | V  | P  | P  | N  | V  | N  | V  | P  | P  | P  | N  | N  | V  | N  | V  | N  | V  |
| Posizione | 6 | 1 | 6 | 8 | 9 | 12 | 13 | 12 | 12 | 10 | 12 | 13 | 12 | 13 | 14 | 14 | 11 | 11 | 12 | 12 | 12 | 11 | 12 | 11 | 11 | 11 | 12 | 12 | 12 | 11 | 11 | 11 | 11 | 11 |

Legenda:

Luogo: C = Casa; T = Trasferta. Risultato: V = Vittoria; N = Pareggio; P = Sconfitta.

### Statistiche dei giocatori
| Giocatore      | Bundesliga | Bundesliga | Bundesliga  | Bundesliga | Coppa di Germania | Coppa di Germania | Coppa di Germania | Coppa di Germania | Europa League | Europa League | Europa League | Europa League | Totale   | Totale | Totale      | Totale     |
| Giocatore      | Presenze   | Reti       | Ammonizioni | Espulsioni | Presenze          | Reti              | Ammonizioni       | Espulsioni        | Presenze      | Reti          | Ammonizioni   | Espulsioni    | Presenze | Reti   | Ammonizioni | Espulsioni |
| -------------- | ---------- | ---------- | ----------- | ---------- | ----------------- | ----------------- | ----------------- | ----------------- | ------------- | ------------- | ------------- | ------------- | -------- | ------ | ----------- | ---------- |
| S. Adamyan     | 18         | 2          | 2           | 0          | 1                 | 0                 | 0                 | 0                 | 4             | 2             | 0             | 0             | 23       | 4      | 2           | 0          |
| K. Akpoguma    | 16         | 1          | 1           | 0          | 2                 | 1                 | 1                 | 0                 | 4             | 0             | 0             | 0             | 22       | 2      | 2           | 0          |
| A. Amade       | 0          | 0          | 0           | 0          | 0                 | 0                 | 0                 | 0                 | 1             | 0             | 1             | 0             | 1        | 0      | 1           | 0          |
| O. Baumann     | 31         | 0          | 1           | 0          | 2                 | 0                 | 0                 | 0                 | 7             | 0             | 0             | 0             | 40       | 0      | 1           | 0          |
| C. Baumgartner | 31         | 6          | 7           | 0          | 2                 | 0                 | 1                 | 0                 | 8             | 3             | 0             | 0             | 41       | 9      | 8           | 0          |
| I. Bebou       | 32         | 9          | 3           | 0          | 2                 | 0                 | 1                 | 0                 | 6             | 0             | 0             | 0             | 40       | 9      | 4           | 0          |
| M. Beier       | 3          | 0          | 0           | 0          | 0                 | 0                 | 0                 | 0                 | 2             | 2             | 0             | 0             | 5        | 2      | 0           | 0          |
| I. Belfodil    | 14         | 0          | 0           | 0          | 2                 | 0                 | 0                 | 0                 | 4             | 1             | 0             | 0             | 20       | 1      | 0           | 0          |
| E. Bičakčić    | 2          | 1          | 1           | 0          | 1                 | 0                 | 0                 | 0                 | 0             | 0             | 0             | 0             | 3        | 1      | 1           | 0          |
| M. Bogarde     | 9          | 0          | 1           | 0          | 1                 | 0                 | 0                 | 0                 | 4             | 0             | 3             | 0             | 14       | 0      | 4           | 0          |
| J. Brenet      | 1          | 0          | 0           | 0          | 1                 | 0                 | 0                 | 0                 | 0             | 0             | 0             | 0             | 2        | 0      | 0           | 0          |
| M. Dabour      | 22         | 4          | 2           | 0          | 1                 | 0                 | 0                 | 0                 | 7             | 6             | 0             | 0             | 30       | 10     | 2           | 0          |
| M. Gaćinović   | 23         | 0          | 5           | 0          | 2                 | 0                 | 1                 | 0                 | 7             | 1             | 1             | 0             | 32       | 1      | 7           | 0          |
| D. Geiger      | 9          | 1          | 4           | 1          | 1                 | 0                 | 1                 | 0                 | 4             | 0             | 0             | 0             | 14       | 1      | 5           | 1          |
| M. Geschwill   | 0          | 0          | 0           | 0          | 0                 | 0                 | 0                 | 0                 | 0             | 0             | 0             | 0             | 0        | 0      | 0           | 0          |
| F. Grillitsch  | 26         | 2          | 4           | 1          | 1                 | 0                 | 0                 | 0                 | 7             | 2             | 0             | 0             | 34       | 4      | 4           | 1          |
| G. Haider      | 0          | 0          | 0           | 0          | 0                 | 0                 | 0                 | 0                 | 0             | 0             | 0             | 0             | 0        | 0      | 0           | 0          |
| B. Hübner      | 0          | 0          | 0           | 0          | 0                 | 0                 | 0                 | 0                 | 0             | 0             | 0             | 0             | 0        | 0      | 0           | 0          |
| M. John        | 14         | 0          | 1           | 0          | 0                 | 0                 | 0                 | 0                 | 4             | 0             | 1             | 0             | 18       | 0      | 2           | 0          |
| P. Kadeřábek   | 20         | 0          | 3           | 0          | 1                 | 0                 | 0                 | 0                 | 2             | 0             | 0             | 0             | 23       | 0      | 3           | 0          |
| J. Klauss      | 4          | 0          | 0           | 0          | 1                 | 0                 | 0                 | 0                 | 5             | 0             | 0             | 0             | 10       | 0      | 0           | 0          |
| A. Kramarić    | 28         | 20         | 2           | 0          | 2                 | 3                 | 0                 | 0                 | 4             | 2             | 0             | 0             | 34       | 25     | 2           | 0          |
| J. Larsen      | 2          | 0          | 0           | 0          | 0                 | 0                 | 0                 | 0                 | 1             | 0             | 0             | 0             | 3        | 0      | 0           | 0          |
| N. Noll        | 0          | 0          | 0           | 0          | 0                 | 0                 | 0                 | 0                 | 0             | 0             | 0             | 0             | 0        | 0      | 0           | 0          |
| H. Nordtveit   | 12         | 0          | 1           | 0          | 1                 | 0                 | 0                 | 0                 | 4             | 0             | 1             | 0             | 17       | 0      | 2           | 0          |
| K. Nuhu        | 12         | 0          | 0           | 0          | 2                 | 0                 | 1                 | 0                 | 4             | 0             | 0             | 0             | 18       | 0      | 1           | 0          |
| P. Pentke      | 3          | 0          | 0           | 0          | 0                 | 0                 | 0                 | 0                 | 1             | 0             | 0             | 0             | 4        | 0      | 0           | 0          |
| L. Philipp     | 0          | 0          | 0           | 0          | 0                 | 0                 | 0                 | 0                 | 0             | 0             | 0             | 0             | 0        | 0      | 0           | 0          |
| S. Posch       | 26         | 0          | 9           | 1          | 1                 | 0                 | 1                 | 0                 | 3             | 0             | 0             | 0             | 30       | 0      | 10          | 1          |
| C. Richards    | 11         | 0          | 1           | 0          | 0                 | 0                 | 0                 | 0                 | 2             | 0             | 0             | 0             | 13       | 0      | 1           | 0          |
| S. Rudy        | 25         | 1          | 4           | 0          | 1                 | 0                 | 0                 | 0                 | 7             | 0             | 2             | 0             | 33       | 1      | 6           | 0          |
| G. Rutter      | 9          | 1          | 0           | 0          | 0                 | 0                 | 0                 | 0                 | 2             | 0             | 0             | 0             | 11       | 1      | 0           | 0          |
| D. Samassékou  | 31         | 0          | 3           | 0          | 0                 | 0                 | 0                 | 0                 | 6             | 0             | 0             | 0             | 37       | 0      | 3           | 0          |
| R. Sessegnon   | 23         | 2          | 4           | 0          | 1                 | 0                 | 0                 | 0                 | 5             | 0             | 0             | 0             | 29       | 2      | 4           | 0          |
| R. Skov        | 23         | 1          | 0           | 1          | 1                 | 0                 | 0                 | 0                 | 6             | 1             | 1             | 0             | 30       | 2      | 1           | 1          |
| K. Stafylidīs  | 0          | 0          | 0           | 0          | 0                 | 0                 | 0                 | 0                 | 0             | 0             | 0             | 0             | 0        | 0      | 0           | 0          |
| K. Vogt        | 24         | 0          | 6           | 0          | 2                 | 0                 | 0                 | 0                 | 6             | 0             | 2             | 0             | 32       | 0      | 8           | 0          |